# Leichtathletik-Weltmeisterschaften 2023/Teilnehmer (Südkorea)
Der Leichtathletikverband von Südkorea nahm an den Leichtathletik-Weltmeisterschaften 2023 in Budapest mit vier Athleten teil.
| Goldmedaillen | Silbermedaillen | Bronzemedaillen |
| ------------- | --------------- | --------------- |
| —             | —               | —               |

## Ergebnisse

### Frauen

#### Sprung/Wurf
| Athlet       | Disziplin   | Qualifikation | Qualifikation | Finale        | Finale        |
| Athlet       | Disziplin   | Weite/Höhe    | Platz         | Weite/Höhe    | Platz         |
| ------------ | ----------- | ------------- | ------------- | ------------- | ------------- |
| Jeong Yu-sun | Kugelstoßen | 15,56 m       | 34            | ausgeschieden | ausgeschieden |

### Männer

#### Laufdisziplinen
| Athlet        | Disziplin | Vorlauf | Vorlauf | Halbfinale    | Halbfinale    | Finale        | Finale        |
| Athlet        | Disziplin | Zeit    | Platz   | Zeit          | Platz         | Zeit          | Platz         |
| ------------- | --------- | ------- | ------- | ------------- | ------------- | ------------- | ------------- |
| Ko Seung-hwan | 200 m     | 21,09 s | 46      | ausgeschieden | ausgeschieden | ausgeschieden | ausgeschieden |

#### Sprung/Wurf
| Athlet         | Disziplin  | Qualifikation | Qualifikation | Finale        | Finale        |
| Athlet         | Disziplin  | Weite/Höhe    | Platz         | Weite/Höhe    | Platz         |
| -------------- | ---------- | ------------- | ------------- | ------------- | ------------- |
| Kim Jang-woo   | Dreisprung | 16,21 m       | 24            | ausgeschieden | ausgeschieden |
| Woo Sang-hyeok | Hochsprung | 2,28 m        | 4             | 2,29 m        | 6             |